# Bibliobus

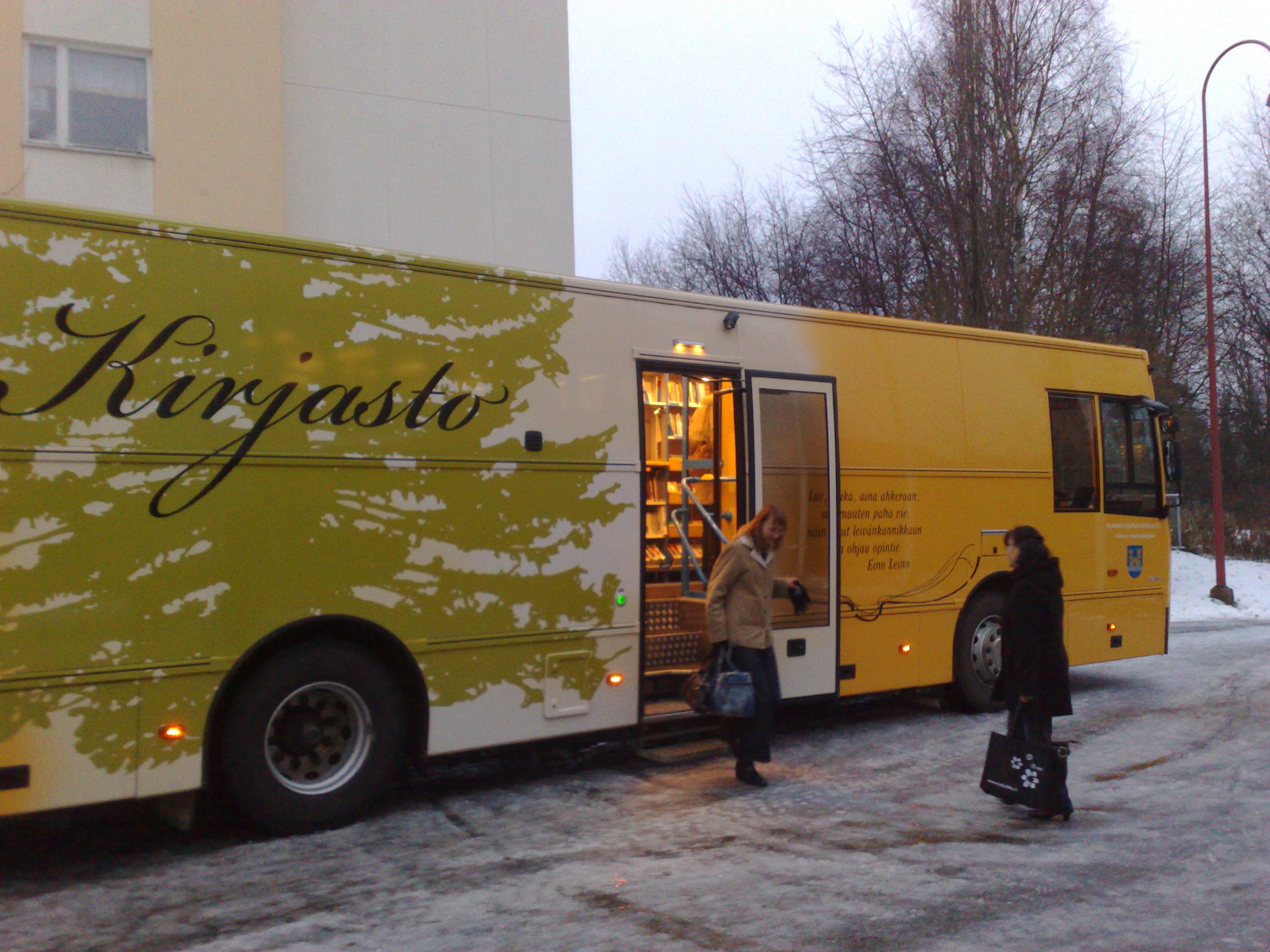
Fiński bibliobus

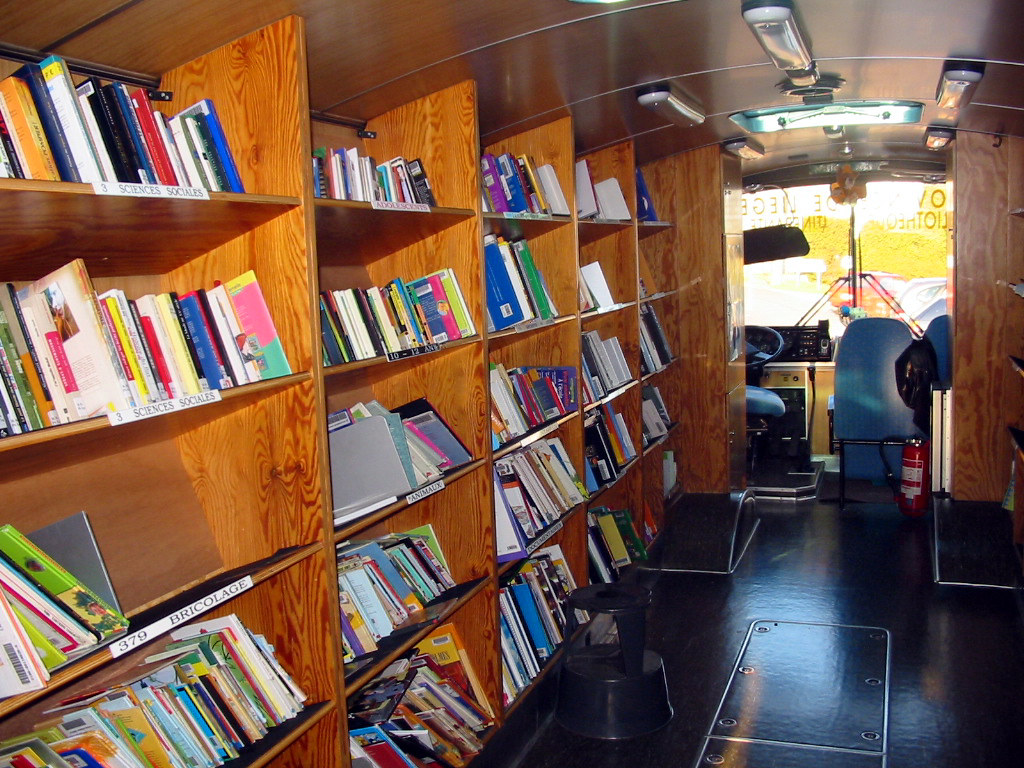
Wnętrze bibliobusa w Belgii

Bibliobus – obwoźna, ruchoma biblioteka.  Najczęściej są to autobusy lub specjalizowane samochody ciężarowe, wyposażone w regały z książkami i czasopismami, dodatkowo posiadają miejsca i stoliki do czytania. Książki udostępnia się czytelnikom w ten sam sposób, jak w wypożyczalni. Przeważnie organizowany w małych miejscowościach, w których brak biblioteki. Ma za zadanie rozpowszechniać kulturę czytelniczą.
Samochód ciężarowy przystosowany do obsługi czytelników zamieszkałych w miejscowościach oddalonych od stałych bibliotek i księgarń, służy jako ruchoma wypożyczalnia biblioteczna. Wnętrze bibliobusa może pomieścić przeciętnie ok. 3000 książek i pewną ilość czasopism bieżących, ustawianych na regałach dostosowanych do ruchu samochodu. Trasy i częstość kursów organizowane są według różnych systemów. Np. system „małego koła", daje bibliobusom możliwość częstego odnawiania księgozbioru w bazie, czyli w bibliotece powiatowej lub księgarni.
W niektórych okręgach Norwegii funkcję bibliobusu od 1959 roku pełnią statki. 
W Polsce początkowo bibliobusy jeździły w latach 70. XX w. Nie cieszyły się popularnością: były drogie w eksploatacji, niefunkcjonalne, nie posiadały specjalistycznego sprzętu oraz były uzależnione od warunków na drogach (szczególnie w zimie nieprzejezdnych). Z czasem zrozumiano potrzebę czytelnictwa, szczególnie w małych miejscowościach, miasteczkach, wsiach, trudnych dzielnicach, gdzie znajduje się jedna biblioteka z małym księgozbiorem lub też nie ma żadnej. Biorąc przykład z zagranicznych bibliobusów również w kraju doceniono zastosowanie takiej formy promowania biblioteki. Przykładem może być umieszczenie bibliobusów w planie rozwoju Miejskiej Biblioteki Publicznej we Wrocławiu.
Aby zaspokoić potrzeby czytelników bibliobusy najczęściej jeżdżą w okresie wakacji. Służą ludziom na całym świecie, szczególnie w USA i Norwegii.
Zadaniem mobilnych bibliotek jest prezentacja książek i czasopism każdej grupie czytelniczej, promowanie czytelnictwa, zapewnienie dostępu do wiedzy i informacji oraz zachęcanie do korzystania z bibliotek. Jest to też sposób na zabawę, rozrywkę czy spędzenie wolnego czasu i oddanie się przyjemności czytania w oryginalnym otoczeniu.